# Gambarogno TI
| TI ist das Kürzel für den Kanton Tessin in der Schweiz. Es wird verwendet, um Verwechslungen mit anderen Einträgen des Namens Gambarogno zu vermeiden. |

Gambarogno, im lombardischen Ortsdialekt Gambarögn, ist eine politische Gemeinde im Schweizer Kanton Tessin. Er gehört zum Bezirk Locarno und innerhalb dessen zum Kreis Gambarogno.

## Geographie

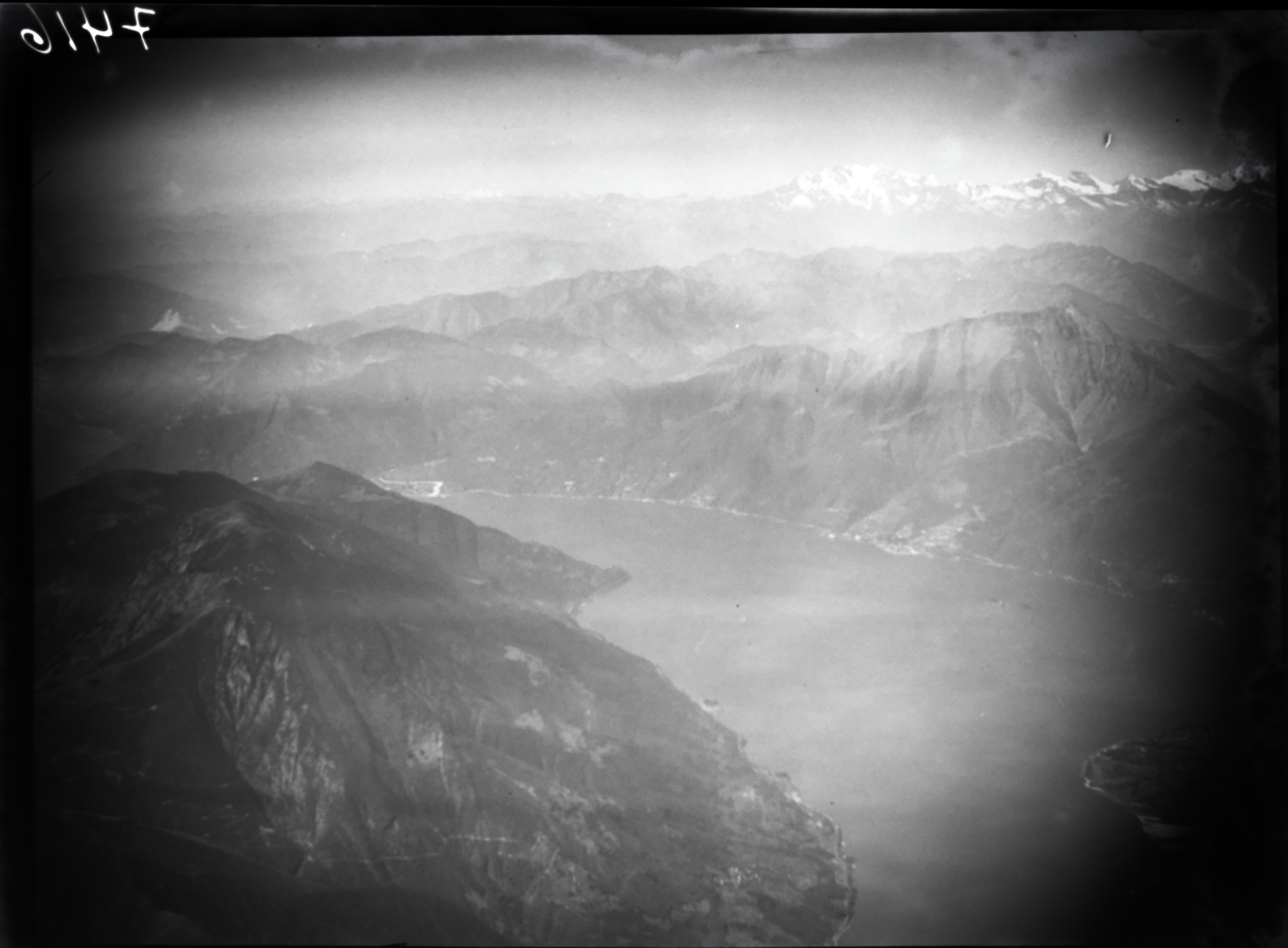
Lago Maggiore, Höhe Maggiadelta, Gambarogno. Historisches Luftbild von Walter Mittelholzer (1933)

Die Gemeinde umfasst das ganze linke Ufer des Langensees von der Magadinoebene bis zur italienischen Grenze und vom See (193 m ü. M.) zum Gipfel des Monte Tamaro (1960 m ü. M.).

## Geschichte
Die Gemeinde Gambarogno entstand am 25. April 2010 durch die Fusion der Gemeinden des Kreises Gambarogno, nämlich Caviano, Contone, Gerra (Gambarogno), Indemini, Magadino, Piazzogna, San Nazzaro, Sant’Abbondio und Vira.
Die Fusion wurde am 25. November 2007 durch die Stimmberechtigten von acht Gemeinden gutgeheissen, wobei sich zustimmende Mehrheiten von 66 % bis 84 % ergaben. Einzig San Nazzaro sprach sich mit 60 % Nein-Stimmen gegen die Gemeindezusammenlegung aus. Das Kantonsparlament beschloss am 23. Juni 2008 trotzdem, alle neun Gemeinden zu fusionieren, wie es unter bestimmten Bedingungen vom Gesetz vorgesehen war – ein Ausscheren von San Nazzaro hätte die neue Gemeinde zweigeteilt. Gegen diesen Parlamentsentscheid wurde Rekurs beim Bundesgericht eingelegt. Da dieser abgelehnt wurde, war der Weg zur Gemeindefusion frei.

## Bevölkerung
| Bevölkerungsentwicklung | Bevölkerungsentwicklung | Bevölkerungsentwicklung | Bevölkerungsentwicklung | Bevölkerungsentwicklung | Bevölkerungsentwicklung |
| ----------------------- | ----------------------- | ----------------------- | ----------------------- | ----------------------- | ----------------------- |
| Jahr                    | 2010                    | 2017                    | 2018                    | 2019                    | 2020                    |
| Einwohner               | 4888                    | 5137                    | 5192                    | 5136                    | 5163                    |

## Zersiedelung
Die Gemeinde Gambarogno gilt als Beispiel für grossflächige Zersiedelung, wie sie an Schweizer Seen verbreitet ist. Im Gegensatz zur gegenüberliegenden Agglomeration Locarno handelt es sich bei der Gemeinde Gambarogno nicht um einen urbanen Raum, in dem ein starker Siedlungsdruck zu erwarten wäre, sondern um ein ländliches Gebiet mit geringer Bevölkerungsdichte. Auffällig ist an der Gemeinde Gambarogno, dass die Zersiedelung trotzdem zu einem unkontrollierten Zusammenwachsen von Orten geführt hat, die über drei Kilometer voneinander entfernt liegen, so beispielsweise die Strecke von Gerra bis Dirinella. Auch das Seeufer von Magadino bis nach San Nazzaro ist mit weit verstreuten Häusern überbaut. Die Zersiedelung im Gambarogno beschränkt sich nicht auf das Seeufer; auch die Dörfchen über dem Lago Maggiore sind weitgehend zusammengewachsen. Die einzige ehemalige Gemeinde, die von Zersiedelung kaum betroffen ist, ist das Bergdorf Indemini.

## Kultur und Sport
- Circolo di Cultura del Gambarogno[8]
- Mostra Internazionale di Scultura all’Aperto del Gambarogno[9]
- Football Club Gambarogno-Contone (früher: Unione Sportiva Gambarogno)[10]

## Sehenswürdigkeiten
- Pfarrkirche San Carlo[11][12]
- Grabmal Familie Meschini[12]
- Villa Ghisler (1843/1844), Architekt: Giacomo Moraglia[12]
- Oratorium Madonna della Neve[12]
- Ehemaliges Hotel Belle-Vue et de la Poste (1909)[12]
- Wohnhaus genannt Hostaria di San Carlo[12]
- Kirche San Nicola di Bari (1953), Architekt: Giacomo Alberti[12]
- Festungen Gambarogno-Magadino[13]
- Forte Olimpo[12]
- Bolle di Magadino[12][14]
- Schalenstein im Ortsteil Strada romana (335 m ü. M.)[15].

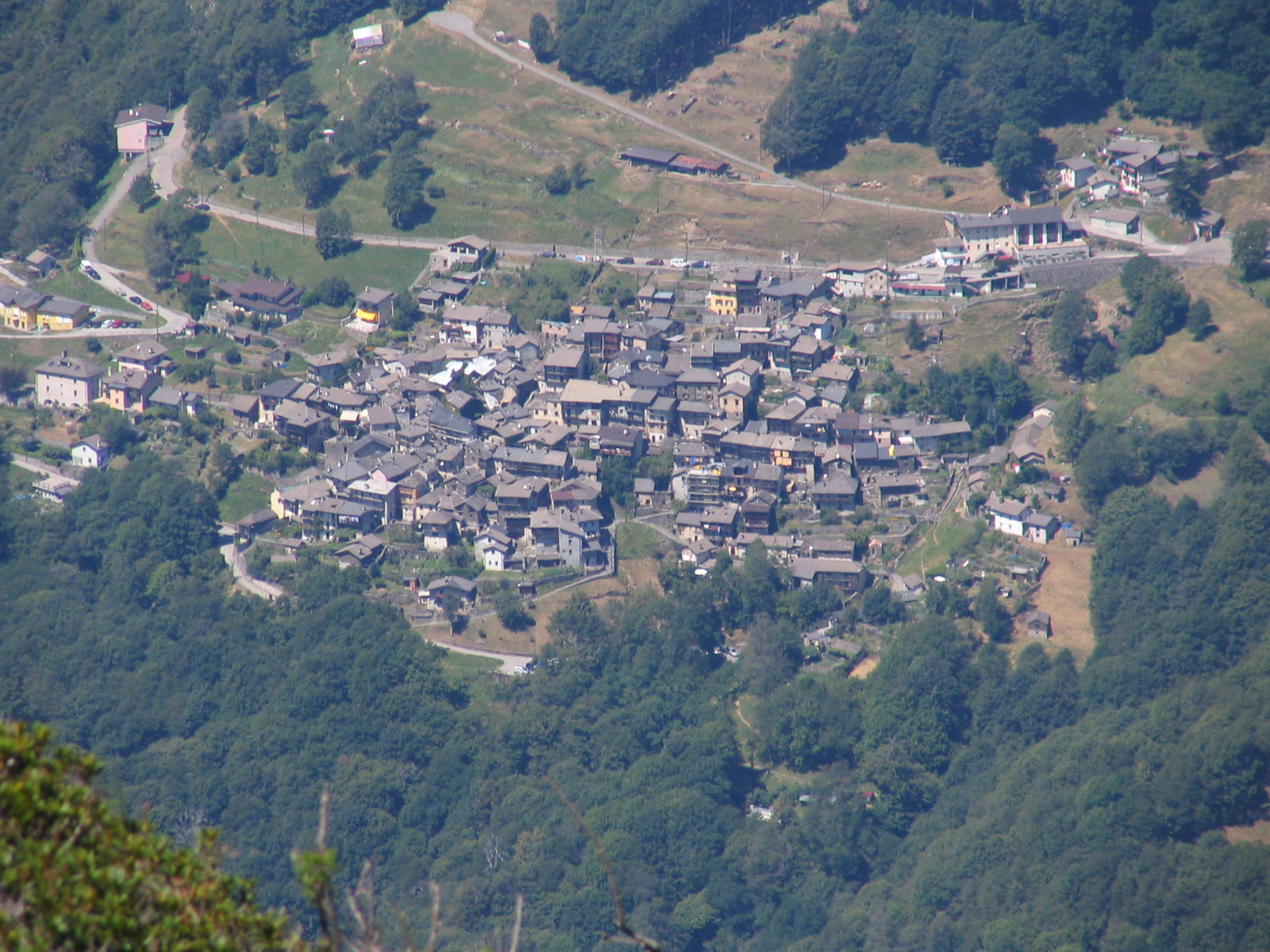
Indemini
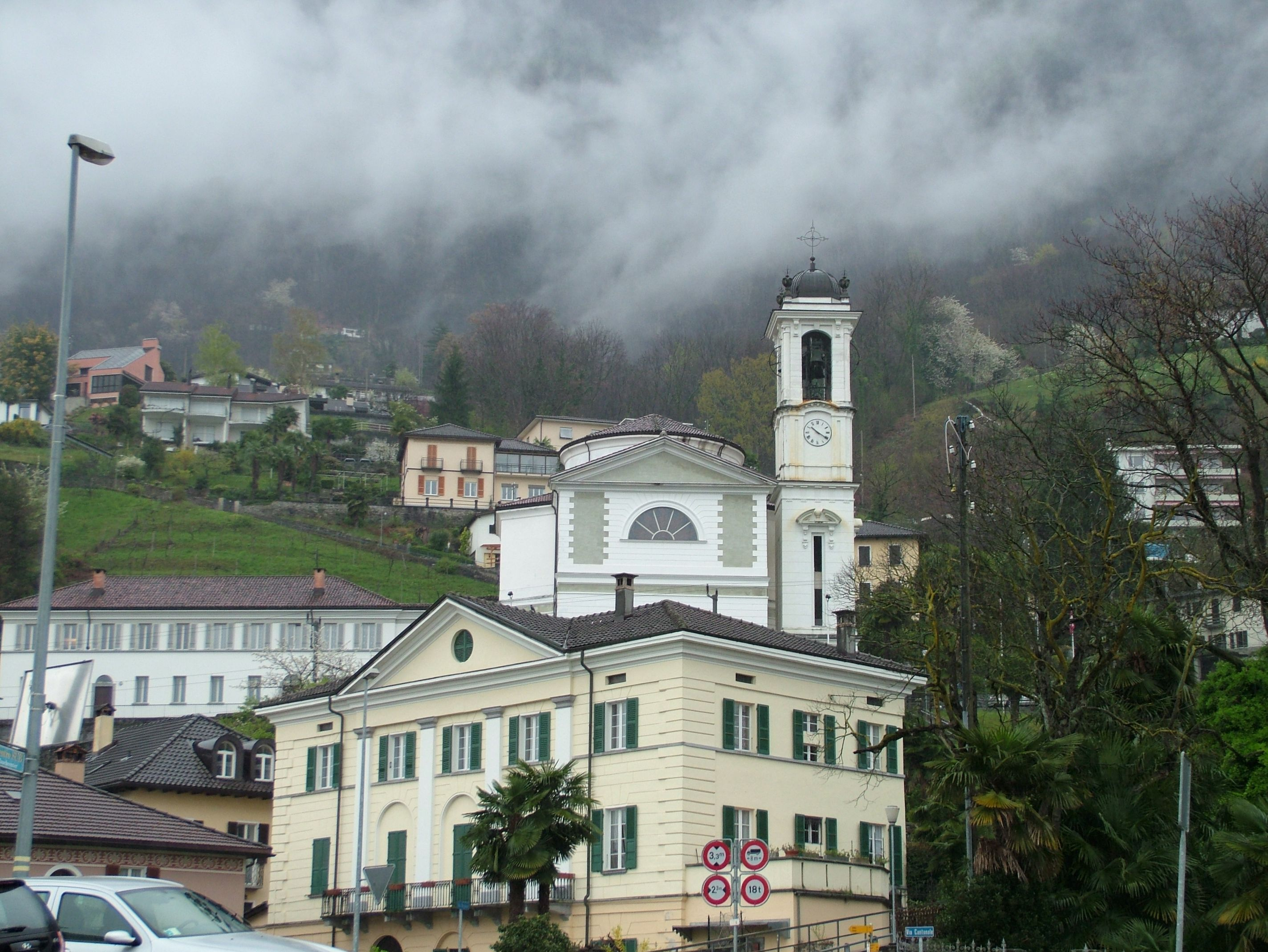
Magadino
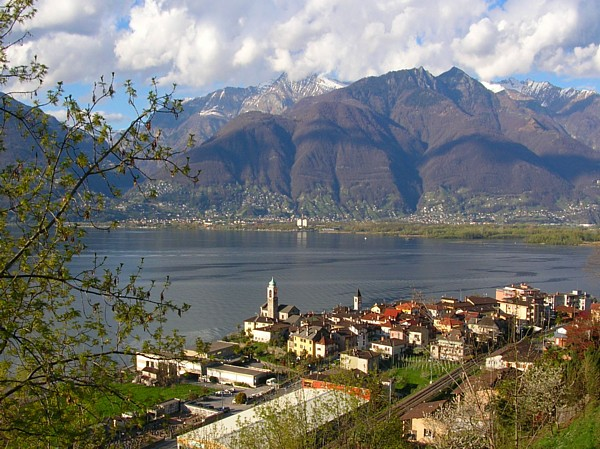
Vira

## Persönlichkeiten
Siehe die einschlägigen Kapitel in den Einzelartikeln über die früheren Gemeinden Caviano, Contone, Gerra (Gambarogno), Indemini, Magadino, Piazzogna, San Nazzaro, Sant’Abbondio und Vira.